# 河七鰓鰻
河七鰓鰻（學名：Lampetra ayresii），為圓口綱七鰓鰻目七鰓鰻科七鰓鰻屬的一種，在淡水階段，可以在舊金山灣和阿拉斯加朱諾之間的主要支流中被發現，也曾在斯基德蓋特湖、薩克拉門托-聖華金三角洲、斯基納河、弗雷澤河、亞奎納河和哥倫比亞河中發現 。夏季，成魚遷移到海洋尋找食物。在此期間，該物種可以在加利福尼亞州特立尼達角南部至溫哥華島找到，本魚體細長如鰻狀，圓嘴，無頜，軀幹肌節60-71，口腔特徵為，二尖瓣和三尖瓣外側口圍骨有間隙，後口圍骨缺失，口下板呈月牙形，舌板縱長而小，舌板橫彎曲，口上板深
，背鰭前部低於後部，非繁殖個體的背鰭分開，但在產卵時背鰭會接觸，尾鰭鏟狀或圓形，上葉約相等，下葉與臀鰭相連，側面和背部為深棕色或棕灰色，腹部淡黃色，頭部、鰓孔和下側周圍呈銀色，體長可達28公分，壽命4年，一生大部分時間生活在淡水溪流中，僅在海洋生活約10週。從ammocoete時期，會鑽入沙石底質溪流底部並以濾食性動物生存，以矽藻及有機碎屑為食，此階段可以持續長達3年，之後開始變態，這個變態過程始於7月至4月，可持續9至10個月，在這個階段，口器和成體結構已經發育完畢。變態後，它們在五月至七月間以成年狀態進入海洋，在這裡度過10週的寄生階段，會吸附在其他魚類身上如美洲西鯡、大馬哈魚、鱸魚和太平洋鯡魚的肌肉組織為食，在此期間它們迅速生長並達到最大體型。進食階段結束後，會遷移回淡水有礫石的產卵區，成魚會築巢產卵，每隻雌魚會產下約11,400到37,300顆卵，在卵產下並受精後就會死亡。

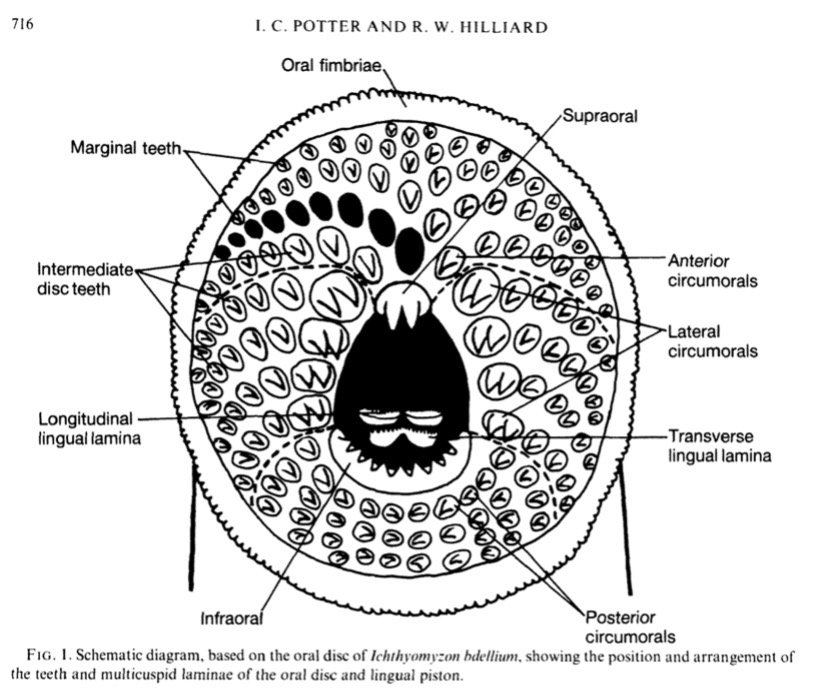
河七鰓鰻口盤系統圖